# Нет-арт
Нет-арт, или Интернет-арт (англ. net.art — «сетевое искусство», Internet art, Interactiv.art, Web Art), — вид медиаискусства, которое используется в качестве основного средства выражения среды глобальной сети Интернет.
Произведением нет-арта можно назвать арт-проект, в котором Интернет является обязательным условием для восприятия произведения, выражения идей художника или участия (в интерактивных проектах).

## Использование термина
Распространенной ошибкой является использование термина «нет-арт» по отношению к произведениям искусства других жанров, представленным в Интернете. Например, официальный сайт музея, виртуальные экскурсии по экспозиции, видеозапись перфоманса, личный сайт с портфолио фотографа или художника к нет-арту не относятся. Эти ресурсы содержат лишь ссылки на произведения, для которых Интернет не является первичной средой и обязательным условием существования. Веб-дизайн также не является сетевым искусством.
В 2002 году искусствовед и куратор Йон Ипполито сформулировал «десять мифов о сетевом искусстве», среди которых упоминаются эти заблуждения.

Главное не путать «net-art» и «art on the net». Искусство в сети это лишь документация, которая не создана специально для сети. Напротив, net-art функционирует только в сети и часто имеет дело со структурированным контекстом. Любая фундаментальная идея может оказаться сомнительной без специфического медиа-перевода и без участия других людей. Блуждая по художественным сайтам, мы часто не видим конечного изображения, но ощущаем вмешательство в одно и то же время различных уровней коммуникации (текста, звука, движущихся картинок, видео). Сетевые проекты часто ведут себя как хамелеоны — молниеносно реагируют и меняются подчас до неузнаваемости. Из всех произведений искусства быть может произведения в сети имеют самую кратковременную жизнь.— Ольга Шишко Da-da-net // Интернет-Zhurnal.Ru.  — № 1, 1998
Важным элементом сетевой жизни являются разнообразные дискуссии, объединяющие вокруг определённой темы заинтересованных пользователей. Они обуславливают такое необходимое для сетевых художников свойство Сети, как неограниченные горизонтальные связи.
Реализация интерактивности осуществляется благодаря такому свойству интернета как гиперизмерение, то есть отсутствию таких характеристик как конечность пространства и времени. Электронные художественные проекты могут развиваться в любом направлении и вне ограничений, любая работа с визуализацией информации осуществляется в цифровой форме.
Из этих свойств вытекают фундаментальные характеристики Интернета как среды для творчества:
- возможность постоянного изменения формы и содержания;
- возможность оперировать огромными объёмами информации, идеями, образами, концептами, трудно или вовсе нереализуемыми в реальности;
- способность к обновлению;
- быстрая визуализация самых утопических идей.

## Формы нет-арта
Чаще всего нет-арт существует в виде веб-страницы, которая не несёт функциональной нагрузки и может содержать визуальные, текстовые и аудио-компоненты.

Куратор и один из авторов манифеста российского нет-арта Алексей Шульгин предлагает следующую классификацию произведений сетевого искусства по форме и характеру замысла:
1. Story telling/Рассказывание историй.
2. Отчёт о путешествии.
3. Интерактивные проекты: заполняемые формы и CGI-скрипты, предполагающие непосредственное участие зрителя.
4. Сеть как эстетический объект: визуальные аспекты гипертекста, модемного соединения, браузера и анимированного GIF.
5. Subversion/Ниспровержение.
6. Создание ложных идентичностей.
7. Программный продукт как произведение искусства.
8. Коммуникационные проекты.
9. Self-promotion.

## История
До эпохи Интернета первые образцы нет-арта (ASCII-графика) размещались в сети Фидонет и на BBS. С точки зрения идеологии нет-арт является преемником авангардных художественных направлений XX-го века — дадаизма, ситуационизма, концептуального и телекоммуникационного искусства, флуксуса, видео арта и кинетик арта, хэппенингов и перфомансов.
Предшественниками нет-арта можно считать художников, до появления Интернета работавших с коммуникационными технологиями: факсом, видеотексом, телефоном и другими.
Первым значимым объединением сетевых художников является голландская арт-группа Jodi (Joan & Dirk), в её проектах часто обыгрывается тема глобализации и политики больших корпораций.
К началу 90-х в связи с распространением персональных компьютеров и появлением Интернета количество сетевых и медиа-художников значительно увеличилось. В 1996 году в Нью-Йорке появилась сетевая платформа «Rhizome» Архивная копия от 16 января 2005 на Wayback Machine, целью которого была систематизация всех существующих нет-арт проектов. Сегодня это многонациональное сообщество новых медиа содержит самую обширную и регулярно пополняемую коллекцию сетевого искусства.
Новый виток истории интернет-искусства — социальные сети, предлагающие большой выбор способов объединения художников и привлечения зрителей. Это касается преимущественно визуальных социальных интернет-площадок, например, Flickr.
Интернет-искусство не представляет ценности для коллекционеров, так как передача прав на произведение нет-арта фактически невозможна без его удаления из Сети, а изъятие объекта нет-арта из его родной среды по определению невозможно. Нет-арт нацелен в первую очередь на коммуникацию со зрителями и вовлечение новых участников, а не на репрезентацию, поэтому при переходе в офлайн теряет художественный смысл.

Для потенциальных коллекционеров современного искусства нет-арт пока не представляет интереса из-за его репродукционности. Во-первых, проекты могут копироваться бесчисленное количество раз без потери качества, и произведение теряет свою уникальность. Во-вторых, именно благодаря режиму онлайн каждый желающий может без всяких инвестиций создать личную коллекцию нетарта с помощью обыкновенных ссылок. И наконец, неразрешимой остается дилемма, каким образом можно владеть произведением нет-арта, если оно по определению предназначено для общедоступного существования в интернете. Более того, совершенно неясно, можно ли говорить о каких-то ключевых произведениях в истории нет-арта, потому что его история постоянно переписывается самими пользователями.— Роман Минаев  // «Интернет как гетто», 2008

## Нет-арт в России
Первые художественные сайты, сделанные в России, относятся к 1996 году. К тому моменту творчество русских сетевых художников А. Шульгина, Т. Деткиной, В. Могилевского развивалось в тесной связи с медиа-искусством.
Идеологической основой сетевого творчества Интернета стал принцип коллективизма, трактовавший позицию сетевого художника как организатора, который не только сам создаёт и размещает собственные работы в Сети, но и вовлекает в процесс творчества других художников, которые не обязательно владеют мультимедиа или Интернет-технологиями.
Первый художественный манифест по сетевому искусству на русском языке был написан О. Лялиной и А. Шульгиным и опубликован в газете «Коммерсантъ-Daily». В нём даётся следующее определение сетевому искусству: «Его основа — не репрезентация, а коммуникация. А недробимая единица — электронное послание».
Неотъемлемыми характеристиками интернет-искусства, по мнению составителей манифеста, являются относительная свобода (независимость от кураторов и финансовой поддержки) и горизонтальная система коммуникации. «Настоящими сетевыми художниками» авторы манифеста провозглашают тех, кто обладает сетевым мышлением, то есть "отказывается от «художественных» амбиций и концентрирует свои силы на «создании коммуникационных пространств, готовых к заселению и включению в креативное поле Сети».

Первый сетевой русский фестиваль сетевого искусства «Да-Да-Net-1», в котором участвовало 87 проектов, прошедших первоначальный кураторский отбор, позволил выявить отличительные черты русского сетевого искусства: «жанровый анархизм» проектов (синтез литературы, музыки, искусства); «титанизм» (по аналогии с титанами эпохи Возрождения, когда одно лицо совмещало функции художника, писателя, поэта, инженера и т. д.); литературная ориентация проектов (российские художники в сетевых проектах используют большое количество текстов).

На мой взгляд, в сетевом искусстве или как его не назови, главным является не результат (язык web art’a чудовищно беден!), который можно вывесить на всеобщее обозрение (в этом случае нет никакого различия с более традиционныим технологиями), а процесс. И суть и основной интерес (опять же для меня) — не в доставшей всех репрезентации (по статистике среднее время, которое зритель тратит на просмотр произведения на выставке — 3 секунды) и не в рекламировании новых технологий, а в коммуникации, то бишь в общении, для которого интернет почти идеален — one to one, one to many, many to many, any.— А. Шульгин  // Интернет-Zhurnal.Ru

## Кризис нет-арта
Со временем сетевые художники осознали, что экономическую независимость с помощью своего искусства они обрести не могут, так как коммерциализация нет-арта представляется невозможной ввиду его нефункциональности и отсутствия спроса со стороны потенциальных коллекционеров.
Последние записи на большинстве русскоязычных ресурсов, посвящённых сетевому искусству, датируются началом 2000-х (например, «Журнал.ру» и «Рунет искусство» Архивная копия от 17 февраля 2014 на Wayback Machine).
Часто URL-адреса некогда существовавших нет-арт проектов оказываются нерабочими или переданы новым владельцам. Поиск и описание новых произведений сетевого искусства, в том числе в даркнете — одно из занятий нетсталкеров.

Умышленный отказ от участия в жизни арт-системы путём её игнорирования сыграл злую шутку с нет-артом: несмотря на свою глобальность и постоянное присутствие в культуре, он постепенно маргинализировался и остался обречен на существование в гетто медиаискусства.— Роман Минаев,  // «Интернет как гетто», 2008

## Примеры произведений сетевого искусства
- Арт-группа Jodi Архивная копия от 22 апреля 1999 на Wayback Machine
- «Agatha Happens», — О. Лялина Архивная копия от 4 июля 2013 на Wayback Machine
- «My Boyfriend Came Back From the War», — О. Лялина Архивная копия от 4 июля 2013 на Wayback Machine
- Нет-арт объекты медиахудожника Сергея Коцуна
- «The Internet», — Hi-Res Архивная копия от 26 октября 2014 на Wayback Machine
- «One Mile Scroll» Архивная копия от 21 декабря 2013 на Wayback Machine
- «Common name», — Zsolt Veress & Semen Abass Архивная копия от 13 мая 2013 на Wayback Machine
- «Сообщество Сообществ», — публичная страница во «Вконтакте»